# Лассер, Дэвид
Дэвид Лассер (англ. David Lasser, 20 марта 1902 — 5 мая 1996) — американский писатель, журналист и общественный деятель.

## Биография
Дэвид Лассер родился 20 марта 1902 года в Балтиморе в семье евреев-эмигрантов из России. Окончив начальную школу, он пошёл работать посыльным при банке, чтобы помочь отцу содержать семью.
В феврале 1918 года, прибавив себе в анкете два года, Лассер записался добровольцем в армию и принял участие в военных действиях во Франции. Получил тяжёлое отравление ипритом. После лечения был демобилизован в феврале 1919 года. В 1920 году по «ветеранской» льготе поступил в Массачусетский Технологический Институт и закончил его в 1924 году. Работал инженером, страховым агентом, выполнял обязанности технического писателя в Нью-Йоркском филиале компании Эдисона, откуда был уволен за то, что протестовал против кадровой политики компании.
В 1929 году по объявлению в газете пришёл устраиваться на работу в издательскую компанию Хьюго Гернсбека Stellar Publishing Corporation и получил работу редактора на самотёке в журналах «Air Wonder Stories» и «Science Wonder Stories». Хотя Лассер поначалу с коммерческой фантастикой был практически не знаком, он успешно вел всю работу с рукописями и после того, как эти журналы были объединены в «Wonder Stories». Лассер поставил целью поднять литературный уровень публикаций, в то же время упрочивая их научный базис и «ощущение чудесного», которое одной из главных привлекательных черт тогдашней фантастики для публики. Гернсбек, который формально числился главным редактором журнала, в редакционную политику почти не вмешивался, практически дав Лассеру карт-бланш. Лассер также активно предлагал авторам для их произведений собственные идеи. Например, в 1931 году был опубликован роман Дэвида Келлера и Дэвида Лассера «Прожектор времени» («The Time Projector») о вычислительной машине, которая способна по имеющейся информации прогнозировать будущие события. Текст романа написал Келлер, но идея и сюжет были предложены Лассером. Он же придумал и сюжетную кульминацию: проанализировав современную политическую ситуацию, машина предсказала грандиозную Вторую мировую войну, которая должна привести к гибели каждого десятого жителя Земли.
В 1930 году Дэвид Лассер стал инициатором создания и первым президентом Американского Межпланетного общества (сейчас существует как Американский Институт Астронавтики и Аэронавтики) и в 1931 году выпустил книгу «Завоевание космоса» («The Conquest of Space») — первый вышедший на английском языке обзор идей и технических предпосылок к практическому осуществлению космических полетов. В этот же период он пишет и публикует в научно-популярной периодике несколько статей о возможности космических полётов.
Помимо популяризации науки, Лассер занимался общественной деятельностью — в частности, стал инициатором создания территориальных союзов безработных. Он собрал небольшую группу из своих безработных соседей по Гринвич Виллидж и стал их представителем в мэрии Нью-Йорка. К группе присоединялись все новые и новые безработные и постепенно она выросла до общегородской организации безработных, а к 1935 году оформилась в общенациональный Рабочий Альянс, президентом которого стал Дэвид Лассер.
Когда общественное направление стало преобладать в деятельности Лассера, Гернсбек его уволил. Последним номером «Wonder Stories», вышедшим под редакцией Лассера, стал октябрьский номер за 1933 год.
Впоследствии Лассер занимался в основном общественной работой (в частности, был советником президента Рузвельта по вопросам безработицы). Лассеру принадлежит идея создания профессиональных учебных центров, в которых безработные могли бы за счёт государства получить новую специальность. Программа создания таких центров была принята Конгрессом в 1940 году, но из-за бескомпромиссности Лассера, который не соглашался на «облегчённые» варианты, в программе в пику ему была сделана специальная оговорка, что никакая часть выделяемых на программу средств не должна быть ни в какой форме выплачена Дэвиду Лассеру (что прямо противоречило положению Конституции США, по которой никакой закон не может быть принят с дискриминацией конкретного гражданина), из-за чего Лассер не смог эту программу возглавить. Для обоснования такой поправки выступавшие против Лассера конгрессмены приводили в качестве аргумента его членство в американской социалистической партии в начале 1930-х годов и «введение общественности в заблуждение относительно возможности полёта на Луну».
После вступления США в предсказанную Лассером за десять лет до того Вторую мировую войну, его пригласили работать в совет по военному производству, а после войны министр торговли Арвелл Харриман просил его присоединиться к его парижскому штабу, который занимался подготовкой реализации плана Маршалла. Однако Конгресс вновь воспротивился назначению Лассера.
С 1950 года и до ухода на пенсию Лассер работал старшим экономистом Международного профсоюза электриков. Выйдя на пенсию, Лассер занялся хлопотами по собственной политической реабилитации. В 1980 году он получил письмо от президента Джимми Картера, в котором говорилось, что все обвинения с Лассера сняты и государство претензий к нему не имеет.
Дэвид Лассер скончался 5 мая 1996 года.

## Отзывы
Артур Ч. Кларк: «Знакомство с „Завоеванием космоса“ вскоре после его публикации в 1931 году было одним из поворотных моментов моей жизни — и, подозреваю, не только моей…»